# 鈴木崇弘
鈴木 崇弘（すずき たかひろ、1954年 - ）は、日本の政治学者、政策研究者。城西国際大学大学院国際アドミニストレーション研究科研究科長。中央大学大学院公共政策研究科客員教授。日本国際フォーラム政策委員。一般財団法人日本政策学校共同代表。
宇都宮市生まれ。東京大学法学部を卒業後、イースト・ウエスト・センター奨学生として同センターおよびハワイ大学大学院に留学し、政治学・未来学専攻で修士号を取得。総合研究開発機構・日本国際フォーラム・笹川平和財団・日本財団を経て東京財団研究事業部長・大阪大学特任教授・フロンティア研究機構副機構長などを歴任する。
自民党のシンクタンクだったシンクタンク2005・日本の事務局長も務めていた。

## 著書
- 単著
  - 『日本に「民主主義」を起業する － 自伝的シンクタンク論』第一書林、2007年　ISBN 9784886461940
- 共著
  - （上野真城子）『世界のシンク・タンク － 「知」と「治」を結ぶ装置』サイマル出版会、1993年
  - （上野真城子、成田喜一郎、中林美恵子、村尾信尚、福岡政行、川北秀人、細野助博、島広樹）『シチズン・リテラシー － 社会をよりよくするために私たちにできること』教育出版、2005年 ISBN 9784316801063
  - （黒澤善行、黒澤武）『できる総理大臣のつくり方』春日出版、2009年　ISBN 9784863211919
  - （小西直人）『学校「裏」サイト対策Q&A － 子どもを守るために』東京書籍、2011年　ISBN 9784487805426
- 翻訳
  - バリー・R・ルービン『アメリカに学ぶ市民が政治を動かす方法』日本評論社、2002年　ISBN 9784535583122
  - 長沼豊・大久保正弘編著、鈴木崇弘・由井一成訳『社会を変える教育　Citizenship Education 〜英国のシティズンシップ教育とクリック・レポートから〜』第3編（キーステージ21,2012） ISBN 4316801066